# Todos los hombres del rey
Todos los hombres del rey es una película estadounidense, dirigida por Steven Zaillian en el año 2006. Segunda versión de la película El político, de Robert Rossen, de 1949.

## Sinopsis
Todos los hombres del rey es una compleja saga sobre la naturaleza humana, el poder, la corrupción, el idealismo, el amor y la traición. Utilizando el marco de la política para ahondar en los dilemas más profundos de la existencia humana —pecado, culpa y redención—, explora la naturaleza de la corrupción de un modo que hoy sigue siendo importante y de actualidad. 
Sean Penn protagoniza esta historia sobre el ascenso de un hombre humilde al poder político. Sin embargo, la fuerza destructiva de la corrupción y la traición harán mella en su espíritu. La historia, que está basada en la novela homónima de Robert Penn Warren de 1946, ganadora del premio Pulitzer, es además una versión de El político, de Robert Rossen, protagonizada por Broderick Crawford y ganadora de tres Premios Óscar en 1950, entre ellos el premio a la mejor película.
Willi Stark es un carismático político muy joven. Con la ayuda de un intrépido periodista llamado Jack Burden, consigue ascender rápidamente en el gobierno de Luisiana. Pero su espíritu idealista y honesto del principio, cambiará notablemente, se convertirá en un déspota corrupto para mantener su posición electoral.